# Ghiacciaio Rebuff
Il ghiacciaio Rebuff è un ghiacciaio lungo circa 13 km situato nella parte nord-occidentale della Dipendenza di Ross, nell'Antartide orientale. Il ghiacciaio, il cui punto più alto si trova a circa 2400 m s.l.m., si trova nell'entroterra della costa di Borchgrevink e della costa di Scott, dove si forma scendendo dal versante orientale della dorsale Deep Freeze, e fluisce verso nord-est, costeggiando il versante meridionale monte Mankinen, fino unire il suo flusso a quello del ghiacciaio Campbell.

## Storia
Il ghiacciaio Rebuff è stato così battezzato dai membri del reparto settentrionale della spedizione neozelandese di ricognizione geologica antartica svolta nel 1962-63, poiché alla squadra fu impedito di accedervi ("rebuff" in inglese significa "rifiuto").